# Witold Tokarski
Witold Tokarski (ur. 14 stycznia 1931 w Kielcach, zm. 19 marca 2022 w Toruniu) – polski aktor, teatralny, filmowy i telewizyjny, przez 37 lat związany zawodowo ze sceną teatralną w Toruniu.

## Kariera zawodowa
Absolwent Państwowej Wyższej Szkoły Aktorskiej w Krakowie (studia 1950–1954). Debiutem scenicznym była rola Filipa w Dożywociu Aleksandra Fredry na deskach Teatru im. Stefana Żeromskiego w Kielcach (premiera 3 sierpnia 1954). W tym teatrze pracował przez pięć lat, po czym przeniósł się do Teatrów Ziemi Pomorskiej (następnie pod nazwą Teatry Dramatyczne) w Toruniu. Po podziale tej instytucji w 1961 na Teatr Kameralny w Bydgoszczy i Teatr im. Wilama Horzycy w Toruniu, etatowy aktor sceny toruńskiej.
W karierze teatralnej zagrał blisko 200 ról, m.in. główną rolę Naczelnego w sztuce Ciemny grylaż Jerzego Dobrowolskiego i Stanisława Tyma (premiera 25 kwietnia 1981). Kilkakrotnie był asystentem reżysera. Ze sceną i publicznością pożegnał się 14 czerwca 1996 rolą Zaczarowanym jeziorze według Piotra Czajkowskiego. Już na emeryturze, w 1998 zagrał jeszcze kapitana Rykowa w inscenizacji Pana Tadeusza.
Nagrodzony m.in. na XI Festiwalu Teatrów Polski Północnej w 1969, za rolę Wielkiego Księcia Konstantego w Kordianie. W 2006 z okazji Międzynarodowego Dnia Teatru i jubileuszu 75. urodzin wyróżniony nagrodą marszałka województwa kujawsko-pomorskiego.
Epizodycznie pojawiał się również w spektaklach teatru telewizji i serialach telewizyjnych.
W czasach PRL sekretarz POP PZPR w Teatrze im. Horzycy oraz działacz ORMO.

## Życie prywatne
W młodości pływacki mistrz Kielc w stylu motylkowym. Kolekcjoner przedwojennych i wojennych polskich militariów, monet, orderów, odznaczeń i odznak. Jego zbiory kilkakrotnie prezentowane były w toruńskim Muzeum Okręgowym. Żonaty. Pochowany na Cmentarzu św. Jerzego w Toruniu.

## Odznaczenia, nagrody i wyróżnienia
- Krzyż Kawalerski Orderu Odrodzenia Polski (1983)
- Złoty Krzyż Zasługi (1976)
- Srebrny Krzyż Zasługi (1969)
- Medal 30-lecia Polski Ludowej (1976)
- Medal 40-lecia Polski Ludowej (1985)
- Brązowy Medal „Za Zasługi dla Obronności Kraju” (1971)
- Brązowy Medal „Zasłużony Kulturze Gloria Artis” (2010)[2]
- Brązowa Odznaka „W Służbie Narodu” (1974)
- Brązowe odznaczenie im. Janka Krasickiego (1964)
- Odznaka honorowa „Zasłużonemu Działaczowi ORMO” (1972)
- Złota Odznaka ZNP (1978)
- Odznaka „Zasłużony Działacz Kultury” (1973)
- Odznaka „Za zasługi dla województwa bydgoskiego” (1970)
- Odznaka „Za zasługi dla województwa koszalińskiego” (1978)
- Odznaka „Za zasługi dla Kielecczyzny” (1979)
- Odznaka „Zasłużony dla województwa toruńskiego” (1979)